# Kentoverse
Kentoverse — одинадцятий студійний альбом Кенто Масуди, випущений 21 грудня 2021 року за допомогою власного лейблу Kent On Music, Inc Альбом складається з п'яти треків і був спродюсований самим Кенто Масудою у співпраці з Гері Венді.
Треки, представлені в Kentoverse, спочатку були записані в студії Кенто Масуди в Токіо (Японія), а потім розроблені та зведені співпродюсером Гері Ванді в Маямі (США).
Kentoverse — це музичний проєкт, у якому Масуда черпав натхнення з досвіду пандемії. Він виходить за рамки традиційних жанрових класифікацій, плавно змішуючи елементи класичної, ембієнтної та сучасної музики. Однією з чудових якостей альбому Kentoverse є включення замовлених композицій, натхненних різними темами. Сюди входить композиція на замовлення з масонської теми Великого Архітектора Всесвіту, і навіть царський марш, створений у Будинку Рюриковичів.
Крім інших співробітництва та музичних виступів, Кенто Масуда вступив у партнерство з Європейським фондом підтримки культури в Європі. У рамках цієї співпраці він дасть серію живих виступів із композиціями зі свого останнього альбому Kentoverse.

## Список композицій
| #     | Назва                                  | Тривалість |
| ----- | -------------------------------------- | ---------- |
| 1.    | «Great Architect of the Universe»      | 12:42      |
| 2.    | «Integrity»                            | 4:54       |
| 3.    | «Godsend Rondo Verse»                  | 15:22      |
| 4.    | «Rurikovich March Era of Resurrection» | 5:12       |
| 5.    | «K11»                                  | 4:53       |
| 42:23 |                                        |            |

## Запис альбому
- Кенто Масуда — композитор, звукорежисер, фортепіано, продюсер
- Гері Венді — зведення, майстеринг, продакшн

## Нагороди та номінації
| Рік  | Нагорода                               | Номінована робота | Категорія                              | Результат |
| ---- | -------------------------------------- | ----------------- | -------------------------------------- | --------- |
| 2017 | Accolade Global Film Competition       | «Godsend Rondo»   | Мистецтво, культура, перформанс, п'єси | Перемога  |
| 2017 | Best Shorts Competition                | «Godsend Rondo»   | Мистецтво, культура, перформанс, п'єси | Перемога  |
| 2017 | Los Angeles Film Awards                | «Godsend Rondo»   | Музичний відеокліп                     | Перемога  |
| 2017 | Festigious International Film Festival | «Godsend Rondo»   | Музичний відеокліп                     | Перемога  |
| 2017 | Top Shorts Film Festival               | «Godsend Rondo»   | Музичний відеокліп                     | Перемога  |
| 2017 | New York Film Awards                   | «Godsend Rondo»   | Музичний відеокліп                     | Перемога  |
| 2017 | Actors Awards Los Angeles              | «Godsend Rondo»   | Музичний відеокліп                     | Перемога  |